# Histoire du Chiapas
Cet article décrit l'Histoire de Chiapas, État du sud du Mexique.

## Des origines à la fin de la colonie espagnole (jusqu'auXIXesiècle)
À l'époque précolombienne, la région faisait partie de l'aire maya de la Mésoamérique. À l'Époque classique, le nord du Chiapas vit s'épanouir certaines des cités mayas les plus prestigieuses : Palenque, Tonina ou encore Bonampak.
À la veille de la conquête espagnole, en 1500, les Aztèques disputèrent le sud-est du Chiapas, le Soconusco, riche en cacao, aux Quiché. En 1510, ils recevaient de forts tributs des populations soumises.
Les Chiapanèques, dont la langue fait partie du groupe oto-mangue, étaient l'ethnie dominante du Chiapas à la veille de la conquête espagnole. Leur installation dans la région semble remonter à la fin du Classique ou au début du Postclassique. Il s'agissait d'un peuple belliqueux, souvent en guerre avec ses voisins mayas (Tzeltals ou Tzotzils de Zinacantan).
Après avoir soumis le Mexique central, les conquistadores espagnols installés à Coatzacoalcos exigèrent que les habitants du Chiapas leur paient tribut. Devant le refus des indigènes, les Espagnols, aidés de leurs alliés tlaxcaltèques et mexicas envoyèrent une expédition sous le commandement de Luis Marin (1524). Pour soumettre durablement le pays, il fallut cependant une deuxième expédition dirigée par Diego de Mazariegos en 1527. Ce dernier fonda la ville de Ciudad Real, l'actuelle San Cristobal de las Casas.
À l'époque coloniale, le Chiapas faisait partie de la Capitainerie générale du Guatemala.

## Indépendance, division et partage du Chiapas (1821 - 1842)
Le 28 août 1821 le Chiapas se déclara indépendant de l'Espagne.
En 1824 le Chiapas avait été déclaré indépendant du Mexique comme de la Fédération Centraméricaine et un plébiscite d'une durée de six mois décida de son destin politique, tiraillé entre les prétentions de ses deux voisins. Le 24 mars 1824, la Junte Suprême établie à Ciudad Real (aujourd'hui San Cristobal de las Casas) disposant du pouvoir militaire et politique sur la province et dirigée par Manuel Zebadua, envoya une circulaire aux douze districts chiapanèques afin de les préparer à choisir leur rattachement à l'un ou l'autre pays. Il fut ensuite décidé par un congrès réuni ad-hoc que le rattachement au Mexique ou a la Fédération Centraméricaine se ferait sur la base d'un plébiscite sur le modèle de celui effectué au Guatemala en 1822. Cela signifiait que la population voterait par municipe et que la partie qui obtiendrait la majorité des voix dans un municipe remportait d'office la totalité des voix de celui-ci. Des stratégies furent mises en place notamment par l'élite de la Ciudad Real et par le gouvernement mexicain afin de manipuler les populations indigènes de la région de Los Altos et d'envahir le Soconusco de propagande pro-mexicaine. D'un autre côté, au Soconusco, Fray Matias de Cordoba et la puissante famille Escobar tentèrent avec succès de convaincre la population de la nature néfaste des objectifs annexionnistes mexicains.
Les conditions du référendum furent mitigées. En effet, la commission chargée de sa mise en place, arguant ne pas disposer de chiffres récents fit établir officiellement la population de la province à 172 953 habitants alors que les recensements précédents montraient une population de 130 295 en 1814 et 132 000 en 1823. De plus, la population des municipes les plus favorables à l'union avec le Mexique fut celle qui fut le plus surestimée. En effet, entre les chiffres du recensement de 1814 et ceux établis par la commission en 1824, la population de Ciudad Real passa de 6 198 à 10 000 habitants, celle de Comitan de 9 447 à 15 000 habitants et celle de San Bartholome de los Llanos de 8 653 à 13 000 habitants. Ces modifications frauduleuses avait d'autant plus d'importance que la partie qui obtenait la majorité des voix dans un municipe remportait d'office la totalité des voix de celui-ci. 38 municipes se prononcèrent en faveur de l'union avec le Mexique, et 56 en faveur de l'union avec l'Amérique Centrale. En additionnant la population totale de chaque municipe à majorité favorable au Mexique on obtenait alors 96 829 voix contre 60 400 pour l'Amérique Centrale. 15 724 personnes se déclarant indifférentes.
La publication des résultats le 15 septembre 1824 fut célébrée par la population à la hauteur de son rattachement avec le Mexique. Ce fut une jubilation à la Ciudad Real et à Comitan alors que l'événement fut nié à Tuxtla et encore plus à Tapachula, capitale du Soconusco. Le Soconusco se maintint donc indépendant avec l'appui notamment de son élite qui, constituée de familles créoles puissantes, entretenait des liens étroits avec les propriétaires terriens des hauteurs et de la côte guatémaltèque. La préservation de l'indépendance fut aussi appréciée des indigènes Mams pour qui les frontières administratives de la région n'eurent jamais que très peu de sens. Aussi, avant le plébiscite, l'exécutif centraméricain avait déclaré le Soconusco comme partie intégrante de la fédération.
La réaction centraméricaine ne se fit pas attendre. En effet, en 1825, une commission spéciale conclut à l'illégitimité de l'annexion du Chiapas au Mexique. Le gouvernement centraméricain n'eut alors de cesse de déclarer que le Mexique avait maintenu la population chiapanèque sous la pression des armes et avait truqué les élections. Huit mois après le plébiscite, le Soconusco fut occupé par des troupes guatémaltèques et centraméricaines sous les ordres du colonel Pierson et les prêtres qui refusaient de signer la Constitution centraméricaine furent expulsés de la région. Le Mexique riposta immédiatement en massant des troupes sous les ordres du général Anaya le long de la frontière nouvellement établie par Pierson. Mais voulant éviter le conflit, les deux parties entamèrent des négociations laissant le Soconusco sous le statut d'autonomie provisionnelle, ce qui signifiait que dans les faits il était dirigé par les caciques indigènes et les propriétaires terriens qui en avaient forcé la sécession en 1823.
En 1839, la dissolution de la Fédération Centraméricaine laissa place à la nouvelle République du Guatemala, qui considéra sienne les terres anciennement réclamées par la Fédération et notamment la totalité du Chiapas. Ces réclamations issues de l'élite de la capitale du nouveau pays furent transmises à la population à travers une active propagande inculquant aux Guatémaltèques le sentiment d'avoir été privés du territoire chiapanèque. Ce sentiment fut attisé par la récupération du Soconusco par le Mexique en 1842 par un décret du président Antonio Lopez de Santa Anna et par son occupation militaire à la suite de plusieurs appels de la part de la population de la région. Cette annexion faisait en fait suite à plusieurs incidents entre l'oligarchie locale et le gouvernement guatémaltèque ainsi qu'à la rumeur qui courait que les indigènes de la région préparaient la suppression de la population blanche et métisse de la région avec l'aide des troupes guatémaltèques du Quetzaltenango.

## La fixation définitive de la frontière Chiapas - Guatemala (1842 - 1895)
À la proclamation de l'Indépendance en 1821 le Guatemala faisait alors partie du Mexique.
Le Soconusco définitivement rattaché au Mexique, il fallut attendre 1874 pour que  Don Justo Rufino pour le Guatemala et Matias Romero pour le Mexique se rencontrent dans une exploitation agricole de la région qu'ils connaissaient pour y être tous deux exploitants. L'accord sur les limites frontalières entre les deux pays ne fut pas difficile à trouver à l'exception du cas de la zone du Soconusco.
Les diplomates se trouvèrent aussi face au défi de tracer une frontière en usant de cartes très anciennes, déficientes et/ou contradictoires datant pour certaines de la colonie espagnole. Après avoir déterminé les points fondamentaux de division établis après les indépendances de l'Espagne, ils décidèrent de tracer des lignes droites entre eux lorsqu'il n'existait pas sur le trajet de frontière naturelle. En ce qui concerne le Chiapas, le Mexique concéda au Guatemala un territoire allant jusqu'au Rio Suchiate, recevant en échange l'enclave de Motozintla. Cependant, beaucoup d'imprécisions cartographiques empêchèrent l'établissement d'un partage notamment en ce qui concernait la partie de la jungle lacandonienne.
Un accord préalable fut finalement signé à New York le 12 août 1882 pour être officialisé à Mexico le 27 septembre de la même année. Son premier article stipulait le renoncement définitif du Guatemala au territoire de l'État du Chiapas. Afin de continuer à contrôler une partie de cette zone, le gouvernement guatémaltèque prit en 1884 la décision de perturber physiquement le tracé de la ligne de division sur le terrain. Après avoir frôlé le conflit armé, les gouvernements trouvèrent un accord le premier avril 1895, convenant que le Guatemala indemniserait les entreprises des dommages causés par ses troupes et que le Mexique renoncerait à influer le tracé de la frontière.
La perte de ces territoires par le Guatemala et surtout de ceux du Soconusco donna lieu à un important ressentiment de la part des élites et de la population guatémaltèques encore palpable aujourd'hui [réf. nécessaire]

## Guerre des Castes (Guerra de Castas)
Casta signifie pur et non caste.
Vers la fin de 1867 commença la guerre des Castes.
Un indigène Pedro Díaz Cuscat avait fabriqué une idole de terre cuite qui simulait la parole par un système de caisse de résonance. 
Il parvint ainsi à attirer un public crédule et nombreux. Il fit passer cette idole pour un dieu descendu du Ciel pour vivre parmi les indigènes. Sa compagne et complice Agustina Gómez Checheb se fit elle passer pour la mère du dieu...
Ils furent bientôt rejoints par une foule énorme venue adorer cette idole.
Le jour du vendredi Saint de 1868, une assemblée pagano-chrétienne présidée par le couple crucifia un enfant et le laissa mourir sur la croix.
Le gouvernement fut averti de cet acte de barbarie et fit incarcérer  deux instigateurs à San Cristobal de la Casas.
Là intervint un aventurier mi escroc mi illuminé nommé Ignacio Fernandez de Gabindo qui avec sa compagne une diseuse de bonne aventure nommée Luisa Quévedo proposèrent au couple Pedro-Agustina de l'aider à s'échapper et à se libérer des blancs.
Une armée d'indigènes fanatisés par les paroles de l'idole se forma et prit comme centre de commandement le village de Zontehuitz.
Cette armée indigène se souleva en 1869 contre les autorités du Chiapas. Elle attaqua des villages, des haciendas, des fermes, des personnes isolées, tuant tous les blancs et les ladinos (les ladinos sont des indigènes qui ont adopté le mode de vie des créoles) ils sont détestés des autres indigènes, n'épargnant ni femmes, ni enfants, ni vieillards.
Cette armée arriva près de San Cristóbal de las Casas et menaça de piller et d'incendier la ville si Pedro Diaz Cuscat et ses acolytes n'étaient pas libérés. Le gouverneur céda partiellement en ne libérant que Diaz Cuscat. Il garda Fernandez de Galindo et sa compagne en garantie de la sauvegarde de la ville.
Mais Diaz Cuscat, le 21 juin 1869, à la tête de ses troupes attaqua quand même la ville. La multitude enragée égorgea tous ceux qui tombèrent en son pouvoir. Le gouverneur José Pantaleón Dominguez opposant une résistance opiniâtre réussit à mettre en déroute les assaillants. Le gouverneur fit exécuter publiquement Fernandez de Galindo et sa femme.
Ce qu'il restait des insurgés fut poursuivi jusqu'à Chamula où ils se retranchèrent, mais mal commandés ils furent rapidement mis en déroute le 30 juin 1869. Les autres indigènes abusés par ces escrocs se dispersèrent et ne firent plus parler d'eux. Les derniers insurgés se rendirent en octobre 1870.

## La Révolution mexicaine
Par sa situation géographique marginale le Chiapas échappa aux violences des guerres d'indépendance. Il fut épargné par la plupart des troubles du XIXe siècle et de l'intervention française. Pendant la Révolution contre Porfirio Diaz et la guerre civile qui suivit son exil, le Chiapas fut aussi épargné[réf. nécessaire].
Cela n'empêcha pas sa situation sociale d'être bouleversée notamment par la promulgation de l'article 27 de la Constitution de 1917. En 1930, 70 % d'entre eux étaient encore des sans terre, pour la plupart des "peones acasillados" c'est-à-dire des paysans dans une situation de quasi-esclavage[réf. nécessaire]et de dépendance totale vis-à-vis des propriétaires terriens. Le président Lázaro Cárdenas del Río ne put toucher aux intérêts de ces derniers - un nombre réduit de propriétaires dit la "famille chiapanèque" régnant presque sur la totalité de l'État - avant 1936.
Le principal effet de la réforme agraire fut de transformer les terres détenues par des propriétaires en ejidos, terres détenues et gérées collectivement par les paysans. Ces derniers augmentèrent en nombre jusque dans les années 1970. Cette réforme fut mise en place par le PRI dans ses politiques vis-à-vis de la paysannerie. Couplée avec le cassiquisme, elle permit à ce parti de garder une grande influence sur les campagnes.[non neutre]

## Les années 1970
À partir de 1971, un projet de développement fédéral débute au Chiapas sous le nom de PRODESCH, (plan qui coordonnait aussi l'aide fédérale et internationale au Chiapas) sous l'impulsion du président Luis Echeverría avec de grands moyens financiers. Il comprend notamment la construction d'infrastructures routières secondaires et d'autoroutes ainsi que d'aéroports permettant le désenclavement de la région, de moyens de télécommunications modernes, des hôpitaux, ainsi que des subventions aux ejidos et la modernisation (mécanisation, augmentation des surfaces par remaniement parcellaire, usage d'engrais de synthèse, drainage et irrigation des terres) et de l'amélioration des moyens de commercialisation et de stockage des produits agricoles.
Les années 1970 sont aussi celles de l'explosion des prix du café due à l'effondrement des productions colombienne et brésilienne [réf. nécessaire]. Les petits paysans sont alors de plus en plus nombreux à cultiver et a tirer leurs revenus du café, ce qui réduit les terres traditionnellement  consacrées à l'agriculture de subsistance et ne pouvant pas être cultivées de façon moderne notamment le maïs et les haricots noirs et augmente le prix de ces derniers.[réf. nécessaire]
Cette période est aussi celle de l'indépendantisation de la paysannerie mexicaine vis-à-vis des politiques de subventions et de corporatisme de la part du PRI[non neutre]. Des mouvements paysans émergent et constituent les prémices à la naissance d'organisations paysannes comme la CIOAC ou la OCEZ [réf. nécessaire]

## Les années 1980 et 1990
En 1981, les prix du pétrole [réf. nécessaire]chutent des deux tiers et l'économie chiapanèque se retrouve en déroute. Le chômage augmente, la production (notamment pétrolière) est au point mort et l'inflation atteint 100 % [réf. nécessaire] Les travailleurs du secteur pétrolier retournent dans le secteur agricole ce qui rend la taille des ejidos trop réduite par rapport aux surfaces disponibles et réduit la rémunération du travail agricole. C'est alors que le nombre de paysans sans terres prend un nouvel essor.[réf. nécessaire] Certains [Lesquels ?]de ces paysans forment des mouvements pour la régularisation des terres [réf. nécessaire] (c'est-à-dire leur réquisition par le gouvernement pour les redistribuer aux paysans).
En 1982, les électeurs chiapanèques élisent un général et propriétaire terrien Absalon Castellanos Dominguez au poste de gouverneur du Chiapas.Il doit assurer la sécurité de la frontière où de nombreux trafics ont lieu (traite des femmes indigènes, drogue, contrebande, afflux de clandestins venant d'autres pays que le Guatemala))   C'est aussi celle du début d'un contrôle migratoire accru face à l'afflux de réfugiés guatémaltèques. L'armement et l'entraînement des militaires est modernisé et 4000 soldats stationnent alors au Chiapas [réf. nécessaire].
En 1984, le gouvernement [[Lequel ?] lance un programme de redistributions de terres envers les paysans membres d'organisations paysannes indépendantes qui les occupent. Des violences éclatent alors entre les membres de ces dernières et des membres de la Confédération nationale paysanne (CNC (es)) proche du Parti révolutionnaire institutionnel souhaitant recevoir des terres à leur tour[réf. nécessaire].
Le programme est suspendu au bout d'un an en raison d'une trop grande corruption dans sa mise en œuvre et les querelles sanglantes entre petit propriétaires indigènes et membres de l'EZLN[réf. nécessaire].
L'intégration de l'agriculture chiapanèque à l'économie mondiale est un choc énorme pour la population[réf. nécessaire]. Les prix des produits agricoles ainsi que les subventions gouvernementales  baissent [réf. nécessaire]de façon dramatique alors que le marché est envahi par des biens de consommation de plus en plus chers [réf. nécessaire]. Ne pouvant faire face à leurs besoins avec leurs faibles revenus [réf. nécessaire], fuyant les zapatistes des pans entiers de la population rurale (notamment indigène) prennent la route des villes ou des États-Unis où ils vivent dans des quartiers très précaires et occupent des emplois peu rémunérés. Des villes comme San Cristobal de las Casas voient de nouveaux quartiers s'accroître dans leur périphérie.

### L'accueil des réfugiés guatémaltèques (1982 - 1998)
En 1982, un grand nombre de paysans[Combien ?] dans leur majorité indigènes fuirent la guerre civile et furent accueillis par les autorités mexicaines. Devant l'afflux massif de réfugiés, le gouvernement mexicain décida de fermer physiquement la frontière chiapanèque et de laisser d'une manière plus ou moins informelle s'établir les réfugiés le long de celle-ci. La création de camps dans la région donna lieu à l'intervention de l'armée guatémaltèque du côté mexicain transformant le problème en un sujet de sécurité nationale. Les camps furent donc déplacés pour des raisons de sécurité vers le Campeche et le Quintana Roo, ce qui ne fut accepté que par la moitié des familles de réfugiés. Ces réfugiés restèrent reconnus réfugiés primo facie par le HCR mais pas par l'État mexicain qui n'intégra ce statut à sa loi que dans les années 1990 et qui ne signa la Convention de Genève qu'en 2000[réf. nécessaire]. En 1993, le gouvernement mexicain et des ONG  proposèrent  aux réfugiés un programme de retour au Guatemala qui ne fit pas l'unanimité, nombre d'entre eux préférant aller aux États-Unis ou rester au Mexique. Ce mouvement de population fut suivi d'un flux de migration guatémaltèque vers les États-Unis, ce qui initia un mouvement d'émigration notamment indigène dans la région (c'est-à-dire aussi au Chiapas) presque épargnée jusqu'alors par ce phénomène.
L'arrivée et l'établissement des réfugiés guatémaltèques au Chiapas diversifia la population d'origine indigène de l'État (les groupes indigènes guatémaltèques furent reconnus par le gouvernement mexicain à la fin des années 1990) et y implanta nombre d'ONGs [réf. nécessaire]. Ce phénomène impulsa au Chiapas de nombreuses initiatives de conscientisation et de mobilisation sociale, mais fit aussi naître des rivalités entre groupes indigènes et ne fit qu'accroître le nombre de paysans sans terre. [réf. nécessaire].

### Soulèvement zapatiste (depuis 1994)
Emmené par l'Armée zapatiste de libération nationale (EZLN), éclate un soulèvement armé le 1er janvier 1994 avec le saccage du palais municipal de San Cristóbal de las Casas et de ceux plusieurs autres chef-lieu (Ocosingo, Las Margaritas, Altamirano et Comitan) afin de défendre des droits qu’une partie des communautés du Chiapas pensaient bafoués. À la suite d'une guerre de basse intensité menée en réaction par le gouvernement mexicain, des accords sont signés à San Andrès (février 1996) accordant autonomie, reconnaissance et respect des droits des communautés du Chiapas. Cette reconnaissance suppose une modification de la constitution mexicaine.
Selon le directeur du PNUD su Chiapas,  en 1995 l'insurrection  zapatistes a fait fuir 6000 familles indigènes soit plus de 20 000 personnes, principalement tsotsiles, sont parties vers les villes, abandonnant ainsi leur mode de vie traditionnel. Selon un responsable du PRI, les déplacés des sympathisants ou des membres d'organisations du parti dépossédés des terres communautaires dont ils étaient propriétaires et dont les zapatistes se sont emparés.
En septembre de la même année, l’EZLN interrompt le dialogue avec le gouvernement affirme qu’il n’applique pas les accords de San Andrés. Les discussions se poursuivent entre l’EZLN et la COCOPA. C’est dans ce contexte qu’intervient le massacre d’Acteal (assassinat de 45 personnes d'origine indigène  par des indigènes eux aussi armés mais liés au PRI au pouvoir).
Entré en fonction le premier décembre 2000, le nouveau président mexicain Vicente Fox Quesada ordonne le retrait partiel de l’armée des zones d’influence de l’EZLN initiant un processus de paix. Il reçoit en mars 2001 une délégation arrivée à Mexico à la suite d'une marche pacifique.
Dans un climat où les tensions militaires demeurent latentes, les Zapatistes promeuvent sur une partie du territoire du Chiapas équivalente à la Belgique un système d’autogouvernement au niveau des villages, des communes et des régions. Prenant appui sur un renouvellement des traditions indigènes, ils créent cinq « Conseils de bon gouvernement » pour rendre la justice et organiser la prise de décision collective. Refusant toute aide étatique, un système de santé autonome est mis en place et des centaines d’écoles autonomes sont formées[réf. nécessaire].